# Яшки мирен договор
Яшкият мирен договор е договор между Русия и Османската империя, подписан в Яш на 29 декември 1791 г., след завършване на Руско-турската война от 1787 – 1792 година. Яш по онова време е столица на васалното от Турция Княжество Молдова (днес в Румъния).
От руска страна преговорите се водят от княз Григорий Потьомкин, който е бил главнокомандващ руската армия, а след смъртта му – от княз Безбородко. Турската страна е представена от великия везир Коджа Юсуф паша, главнокомандващ османската армия. Войната протича при владетелите Екатерина II и Абдул Хамид I (от 1789 Селим III) и е победоносна за Русия.

## Клаузи на договора
Договорът засилва политическото влияние на Русия на Балканите и в Кавказ. Потвърждава анексията на Крим от Русия (1783), Русия придобива областта Едисан – участъка по черноморието между реките Южен Буг и Днестър, а границата в Кавказ се установява по река Кубан. Османската империя се отказва от претенциите си за Грузия и се задължава да не предприема вражески действия в района. Турската крепост Анапа, завзета от руснаците, съгласно договора се връща на Османската империя.

## Последици
Русия хвърля усилия за развитие на стопанството в новопридобитата област Едисан, като изгражда нови градове – Тираспол (1792) и Григориопол (1795), (които днес са в непризнатата република Приднестровие), а също и Одеса (1794) като пристанище на Черно море. След сключването на Яшкия мирен договор Молдовското княжество става арена на сблъсъка на имперските амбиции на Русия, Франция и Австрийската империя.